# ناگت مرغ (مجموعه تلویزیونی)
ناگت مرغ (انگلیسی: Chicken Nugget; کره‌ای: 닭강정) یک مجموعه تلویزیونی محصول کره جنوبی به کارگردانی لی بیونگ هون و با بازی ریو سونگ ریونگ و آن جه هونگ است. این مجموعه بر پایهٔ یک وب‌تون ناور با همین نام است. ناگت مرغ در ۱۵ مارس ۲۰۲۴ در نتفلیکس منتشر شد.

## بازیگران

### اصلی
- ریو سونگ ریونگ در نقش چوی سون مان[۶]
- آن جه هونگ در نقش بک جونگ[۷]

### حضور ویژه
- کیم یو جونگ در نقش چوی مین آه[۸]
- هویون جونگ در نقش هونگ چا[۹][۱۰]

## تولید
در نوامبر ۲۰۲۲ اعلام شد که فیلمبرداری این مجموعه هم‌اکنون در حال انجام است.